# Нікель Ашмід
Нікель Ашмід (англ. Nickel Ashmeade, нар. 7 квітня 1990) — ямайський спринтер, олімпійський чемпіон 2016 року, дворазовий чемпіон світу.

## Виступи на Олімпіадах
| Олімпіада           | Дисципліна            | Місце |
| ------------------- | --------------------- | ----- |
| Ріо-де-Жанейро 2016 | біг на 100 метрів     | 13    |
| Ріо-де-Жанейро 2016 | біг на 200 метрів     | 11    |
| Ріо-де-Жанейро 2016 | естафета 4×100 метрів | 1     |

## Зовнішні посилання
- Нікель Ашмід Профіль у IAAF (англ.)
- Нікель Ашмід — олімпійська статистика на сайті Sports-Reference.com (англ.) (архівна версія)